# Константин Васиљев (сликар)
Константин Алексејевич Васиљев (рус. Константи́н Алексе́евич Васи́льев; Мајкоп, Краснодарска Покрајина, 3. септембар 1942 — Васиљево, Зеленодољск, Татарска АССР, 29. октобар 1976) је био руски сликар познат по својим сликама инспирисаним мотивима руских бајки, словенске религије и германске митологије.

## Биографија
Рођен је у Мајкопу за време окупације од стране Трећег рајха. После рата, са породицом се 1949. године сели у село Васиљево код Казања. Од 1957. до 1961. похађа Казањску ликовну школу. Током средње школе ради као учитељ цртања и сликања и као графички дизајнер. Уметничко наслеђе Васиљева је опсежно: цртежи, слике, графике, скице за иконопис цркве у Омску.
Учесник је републичке изложбе „Уметници сатиричари Казања“ (рус. «Художники-сатирики Казани»), одржаној у Москви 1963. године, као и изложби у Зеленодољску и Казању од 1968. до 1976. године.
Према званичној верзији Константин Васиљев је погинуо 29. октобра 1976. године када га је на железничком прелазу ударио воз. Породица и пријатељи нису прихватили ово објашњење због многих неразјашњених околности у вези ове трагедије. Константин Васиљев је сахрањен у Васиљеву, у брезовој шуми коју је много волео.
Током осамдесетих година XX века одржан је читав низ изложби слика К. Васиљева у многим градовима Русије, али и у Бугарској, Југославији и Шпанији. Током 1996. године у част обележавања 20 година од смрти сликара отворени су Меморијални музеј у Васиљеву, галерија слика у Казању, а 1998. године и Музеј Константина Васиљева (рус. «Музей Константина Васильева») у Москви. Постхумно је награђен наградом Татарстана за циклус слика о Другом светском рату 1998. године.
По сликару је названа мала планета 3930 Васиљев, коју је 1982. године открила совјетски астроном Људмила Журављова.

## Стил
У раној фази био је под утицајем сликара као што су Пабло Пикасо, Хенри Мур и Салвадор Дали, али касније, крајем шездесетих, превазилази апстракцију и надреализам, враћајући се реализму и формирајући особени васиљевски стил. Често се изражавао кроз слике пејзажа, посвећујући велику пажњу детаљима.
Васиљев налази инспирацију у народном предању: руским бајкама и легендама, ирским и скандинавским сагама и едама. Осим митолошким темема Васиљев се бави и темом руских хероја Другог светског рата.

## Радови
- „Световид“
- „Один“
- „Валкира над погинулим војником“
- „Достојевски, Фјодор Михајлович“
- „Маршал Жуков“ (1974)
- „Човек са соколом“ (1976)
- „Русалка“
- „Шумска готика“
- „Аљоша Попович и лепа девица“
- „Кнез Игор“